# Another Year
Another Year es una comedia dramática británico del 2010, dirigida por Mike Leigh y protagonizada por Jim Broadbent, Ruth Sheen y Lesley Manville.

## Sinopsis
Gerri (Ruth Sheen), terapeuta, y Tom (Jim Broadbent), geólogo, están felizmente casados, aunque algo preocupados de que su hijo Joe (Maltman), que es abogado, permanezca soltero. Esta preocupación les impide darse cuenta de cómo María (Lesley Manville), una frágil compañera de trabajo de Gerri, ha llegado a depender de su amistad con ellos.

## Producción
Debido a la muerte, en 2009, del productor Simon Channing-Williams, Another Year' fue producida por Georgina Lowe, quien había trabajado regularmente en las películas de Mike Leigh desde Naked (1993). Thin Man Films llevó la producción, junto con el canal de televisión Film4 y Focus Features International. El proyecto recibió £ 1.2 millones de la UK Film Council. La producción implicó un presupuesto de alrededor de EE.UU. $ 8 millones, lo que Leigh dijo que era "el presupuesto más bajo que he tenido durante mucho tiempo ".

## Elenco
- Lesley Manville es Mary.
- Jim Broadbent es Tom Hepple.
- Ruth Sheen es Gerri Hepple.
- Peter Wight es Ken.
- Oliver Maltman es Joe Hepple.
- David Bradley es Ronnie Hepple.
- Karina Fernández es Katie.
- Martin Savage es Carl Hepple.
- Michele Austin es Tanya.
- Philip Davis es Jack.
- Stuart McQuarrie es el compañero de Tom.
- Imelda Staunton es Janet.

## Recepción
La película se estrenó en el Festival de Cine de Cannes 2010 en competencia por la Palme d'Or y, aunque no recibió ningún premio, fue bien recibida, con un puntaje promedio de 3.4/4 otorgado anualmente por el Jurado de Cannes de Screen International, que califica las críticas de cine que se publican en Sight & Sound, en The Australian, Positif, L'Unità y Der Tagesspiegel.
Wendy Ide, de The Times, describió la película como "Leigh en su mejor confidente" y "una obra cautivadoramente humana" y describe: "Mike Leigh muestra moderación: no hay crescendos fabricados, sólo un estribillo melancólico, que se basa para su realización en bruto en un tiro final dolorosamente triste." Xan Brooks, de The Guardian, la describe más como "un gusto raro ", y Geoffrey Macnab, de The Independent, la describió como "un estudio sumamente bien observador de las personas necesitadas desesperadamente infelices que tratan de dar sentido a sus vidas." Y, según Rotten Tomatoes, el 91 por ciento de los críticos han dado a la película una crítica positiva, con una valoración media de 8,2 sobre 10 en 100 comentarios.

## Premios
| Premio                                                              | Fecha de ceremonia      | Categoría                        | Actores         | Resultado |
| ------------------------------------------------------------------- | ----------------------- | -------------------------------- | --------------- | --------- |
| Premios Óscar                                                       | 27 de febrero de 2011   | Mejor Guion Original             | Mike Leigh      | Nominada  |
| Academia Británica de las Artes Cinematográficas y de la Televisión | 21 de febrero de 2011   | Mejor Actriz de Reparto          | Lesley Manville | Nominada  |
| Academia Británica de las Artes Cinematográficas y de la Televisión | 21 de febrero de 2011   | Mejor Película Británica         |                 | Nominada  |
| British Independent Film Awards                                     | 5 de diciembre de 2010  | Mejor Director                   | Mike Leigh      | Nominada  |
| British Independent Film Awards                                     | 5 de diciembre de 2010  | Mejor Actuación                  | Ruth Sheen      | Nominada  |
| British Independent Film Awards                                     | 5 de diciembre de 2010  | Mejor Actor                      | Jim Broadbent   | Nominada  |
| British Independent Film Awards                                     | 5 de diciembre de 2010  | Mejor Actor de Reparto           | Lesley Manville | Nominada  |
| Cannes Film Festival                                                | 23 de mayo de 2010      | Palme d'Or                       |                 | Nominada  |
| Chicago Film Critics Association Awards                             | 20 de diciembre de 2010 | Mejor Actriz                     | Lesley Manville | Nominada  |
| European Film Awards                                                | 4 de diciembre de 2010  | Mejor Actriz                     | Lesley Manville | Nominada  |
| European Film Awards                                                | 4 de diciembre de 2010  | Mejor Compositor Europeo         | Gary Yershon    | Nominada  |
| London Film Critics Circle Awards                                   | 10 de febrero de 2011   | Mejor Actor Británico            | Jim Broadbent   | 2ªpuesto  |
| London Film Critics Circle Awards                                   | 10 de febrero de 2011   | Mejor Actriz Británica           | Lesley Manville | ganadora  |
| London Film Critics Circle Awards                                   | 10 de febrero de 2011   | Mejor Actriz Británica           | Ruth Sheen      | ganadora  |
| London Film Critics Circle Awards                                   | 10 de febrero de 2011   | Mejor Director Británico         | Mike Leigh      | 2ªpuesto  |
| London Film Critics Circle Awards                                   | 10 de febrero de 2011   | Mejor Película Británica         |                 | 2ªpuesto  |
| London Film Critics Circle Awards                                   | 10 de febrero de 2011   | Mejor Actor Británico de Reparto | David Bradley   | 2ªpuesto  |
| London Film Critics Circle Awards                                   | 10 de febrero de 2011   | Mejor Actor Británico de Reparto | Peter Wight     | Nominada  |
| London Film Festival Awards                                         | 27 de octubre de 2010   | Mejor Película                   |                 | Nominada  |
| National Board of Review Awards                                     | 2 de diciembre de 2010  | Mejores Diez Películas           |                 | Ganadora  |
| National Board of Review Awards                                     | 2 de diciembre de 2010  | Mejor Actriz                     | Lesley Manville | Ganadora  |
| San Diego Film Critics Society Awards                               | 14 de diciembre de 2010 | Mejor Actriz de Reparto          | Lesley Manville | Ganadora  |
| San Diego Film Critics Society Awards                               | 14 de diciembre de 2010 | Mejor Reparto                    |                 | Ganadora  |
| Washington D.C. Area Film Critics Association Awards                | 6 de diciembre de 2010  | Mejor Guion Original             | Mike Leigh      | Nominada  |